# Chloroclystis consueta
Chloroclystis consueta là một loài bướm đêm trong họ Geometridae.